# Frontière entre la Côte d'Ivoire et la Guinée
La frontière entre la Côte d'Ivoire et la Guinée est la frontière séparant la Côte d'Ivoire et la Guinée.
Cette frontière est située à l'ouest de la Côte d'Ivoire et à l'est de la Guinée. Sa longueur est de 610 km,.
Au sud de la frontière Ivoiro-Guinéenne se trouve le Liberia. 